# Francisco Vives Nuín
Francisco Vives Nuín   (Berdún, 3 de desembre de 1884 - Saragossa, 17 de gener de 1969) fou un futbolista aragonès de la dècada de 1900.
Jugava a la posició de porter i defensà els colors del RCD Espanyol i FC Internacional.
Fou president del Zaragoza CD (1928-29).

## Palmarès
- Campionat de Catalunya de futbol:
  - 1903-04